# Antônio Prieto
Antônio Prieto (Curitiba, 7 de setembro de 1973) é um ex-tenista brasileiro.

## Biografia
Tenista destro, seu auge foi chegar ao 95° posto do ranking de duplas em 2000. Posição que conseguiu na semanas do dias 10 e 24 de julho 
daquele ano. No ranking simples chegou ao máximo na posição 524° do mundo, na semana do dia 16 de novembro de 1998.
Venceu doze torneios no circuito como duplista na carreira. O mais importante deles foi em 2000 no ATP de Viña del Mar, no Chile, cujo parceiro era Gustavo Kuerten.
Com Guga jogou ainda o Aberto da Austrália e os Master Series de Roma e Miami. Ainda participou de Roland Garros, em 2000.
Também fez parceria com Adriano Ferreira. Com Alexandre Simoni foi campeão em Gramado. Um outro parceiro foi André Sá.
Atualmente mora e trabalha em Curitiba, cuidando de um centro de treinamento para iniciantes no esporte. Joga também o circuito de veteranos da CBT.